# Lukáš Mensator
Lukáš Mensator (* 18. srpna 1984, Sokolov) je bývalý český hokejový brankář a současný trenér brankářů HC Energie Karlovy Vary.

## Hokejová kariéra
S ledním hokejem začínal v Sokolově, pak hrál za Karlovy Vary od dorostu. V roce 2002 byl draftován týmem Vancouver Canucks na celkově 83. místě. Poté se vydal do týmu Ottawa 67's, hrajícího OHL, kde byl vyhlášen nejlepším nováčkem sezóny. V roce 2004 se vrátil do České republiky, kde vystřídal kluby IHC Písek a BK Mladá Boleslav, poté pokračoval opět v Karlových Varech. Po brankářském souboji s Romanem Čechmánkem se stal oporou Energie a s Lukášem Sáblíkem vytvořili za svých časů možná nejlepší brankářskou dvojici v lize. Zatím největších úspěchů dosáhl v sezónách 2007/2008, kde s Karlovými Vary nestačil až ve finále na Slavii Praha, a v sezoně 2008/2009, kdy se opět střetly tyto dva kluby, ale tentokrát byla šťastnější Energie, a tak si připsal svůj první ligový titul. Právem vyhrál cenu nejlepší hráč play-off a rovněž dostal pozvánku do MS 2009, kde však vykonával pozici třetího brankáře. V sezoně 2009/10 byl poslán na výpomoc do klubu KLH Chomutov, kde odchytal jeden zápas proti Havířovu Panthers. V tomto zápase neinkasoval ani jednu branku a udržel si 100% úspěšnost. Po zbytek sezóny už opět hájil karlovarskou klec. Na konci sezony 2009/10 podepsal s Energií dvouletou smlouvu a v roce 2012 ji prodloužil o další 3 roky. Po ročníku 2012/2013 odešel hostovat do HC Škoda Plzeň.
Na začátku sezóny 2015/16 přestoupil do týmu Rytíři Kladno hrajícího 1. hokejovou ligu. V sezoně 2016/2017 se stal členem týmu německého Freiburgu. Další rok v dresu EHC Stiftland Mitterteich ukončil kariéru. Do dubna 2021 působil v celku HC Baník Sokolov jakožto trenér brankářů a videokouč. 30. dubna 2021 odešel do klubu BK Mladá Boleslav, kde zastává pozici trenéra brankářů a týmového manažera.
dne 26. března 2024 odešel dělat trenéra do Klubu HC Energie Karlovy Vary

## Reprezentace
|                                   | Rok              | Celkem | Soupisky         |
| --------------------------------- | ---------------- | ------ | ---------------- |
| Mistrovství světa v ledním hokeji | MS 2009 6. místo | 1x     | Soupiska MS 2009 |

## Hráčská kariéra
- 2001/2002 HC Baník Sokolov
- 2002/03 Ottawa 67's OHL
- 2003/04 Ottawa 67's OHL
- 2004/2005 HC Energie Karlovy Vary, 1. liga IHC Písek a HC Mladá Boleslav
- 2005/2006 HC Energie Karlovy Vary, 1. liga SK Kadaň
- 2006/2007 HC Energie Karlovy Vary
- 2007/2008 HC Energie Karlovy Vary
- 2008/2009 HC Energie Karlovy Vary Mistr české extraligy
- 2009/2010 HC Energie Karlovy Vary, 1. liga KLH Chomutov
- 2010/2011 HC Energie Karlovy Vary
- 2011/2012 HC Energie Karlovy Vary
- 2012/2013 HC Energie Karlovy Vary
- 2013/2014 HC Škoda Plzeň
- 2014/2015 HC Škoda Plzeň
- 2015/2016 Rytíři Kladno
- 2016/2017 EHC Freiburg (Německo)
- 2017/2018 EHC Stiftland Mitterteich (Německo)
- 2018/2019 EHC Stiftland Mitterteich (Německo)

## Ocenění
- 2008/2009 Extraliga Hráč play-off, Cena Václava Paciny.
- 2008/2009 Extraliga Nejlepší brankář.